# Armorial des communautés autonomes espagnoles
- il comporte peu ou pas de sources.
- certaines figures sont encore dans un format bitmap et doivent être vectorisées.

Cette page donne les armoiries (figures et blasonnements) des communautés autonomes espagnoles. 
| Figure                        | Nom de la Communauté et blasonnement |
| Andalousie                    | Andalousie |
| Aragon                        | Aragon |
| Asturies                      | Asturies |
| Îles Baléares                 | Îles Baléares D'or à quatre pals de gueules, à la bande d'azur brochante. |
| Pays Basque                   | Pays Basque |
| Îles Canaries                 | Îles Canaries D'azur a sept monts d'argent |
| Cantabrie                     | Cantabrie |
| Castille-La Manche            | Castille-La Manche Parti, au premier de gueules au château d'or ouvert et ajouré d'azur maçonné de sable, au second d'argent ; timbré d'une couronne royale                                        |
| Castille et Léon              | Castille-et-León Écartelé en 1 et 4, de gueules au château d'or ouvert et ajouré d'azur et en 2 et 3 d'argent au lion de pourpre armé, lampassé de gueules et couronné d'or                        |
| Catalogne                     | Catalogne D'or à quatre pals de gueules |
| Ceuta                         | Ceuta |
| Estrémadure                   | Estrémadure |
| Galicia                       | Galice D’azur au calice d’or, surmonté d'une hostie d'argent, et accompagné de sept croisettes du même, 3 à dextre, 3 à sénestre et une en chef. L'écu est timbré d'une couronne royale.           |
| Communauté autonome de Madrid | Madrid De gueules à deux tours crénelées de cinq pièces d'argent et sommée de trois tourelles aussi d'argent, le tout ajouré, ouvert et maconné d'azur, le tout surmonté de sept étoiles d'argent. |
| Melilla                       | Melilla |
| Communauté autonome de Murcie | Murcie |
| Communauté forale de Navarre  | Navarre De gueules aux chaînes d'or posées en orle, en croix et en sautoir, chargées en cœur d'une émeraude au naturel                                                                             |
| La Rioja                      | La Rioja |
| Communauté valencienne        | Communauté valencienne D'or à quatre pals de gueules |